# 誠實國度的愛麗絲
《誠實國度的愛麗絲》，是2015年8月上映的一部韓國黑色幽默電影，由安國鎮執導，李貞賢主演。本片於16屆全州國際電影節進行首映並大獲好評。本片講述了以為努力生活就能變幸福的秀南跌宕起伏的人生大逆轉。

## 演員陣容

### 主要人物
| 演員   | 飾演角色 | 介紹 |
| 李貞賢 | 鄭秀南   | 家境貧窮，因需要應付其丈夫龐大的醫療費用而感到無助及沮喪。有一次在機緣巧合之下使事情出現了轉機，但自此之後，她便放棄誠實的人格，性格逐漸變得極端和冷血，並以各種殘酷的方法，暗中向所有曾使她生不如死的人進行報復。 |

### 周邊人物
| 演員   | 飾演角色 | 介紹                                     |
| 李海英 | 奎正     | 秀南的丈夫，現為植物人，對妻子感到悔疚。 |
| 徐永嬅 | 景淑     | 心理諮詢師，最終被秀南下毒害死。         |
| 明桂南 | 道哲     |                                          |
| 李準赫 | 炯錫     | 洗衣店老闆。                             |
| 裴濟奇 | 曹刑警   |                                          |
| 李對淵 |          | 系長。                                   |
| 朴恩英 | 熙貞     |                                          |
| 池大韓 | 朴刑警   |                                          |
| 鄭榮基 |          | 年輕醫生。                               |
| 金秋月 |          | 女主任。                                 |
| 徐忠哲 |          | 在工廠工作的工人。                       |

### 特別出演
| 演員   | 飾演角色 | 介紹                 |
| 吳光祿 |          | 神經外科醫生。       |
| 李龍女 |          | 提供心理諮詢的女子。 |
| 孫凡秀 |          |                      |

## 電影節展映

#### 2015年
第16屆全州國際電影節
第34屆溫哥華國際電影節
第18屆上海國際電影節
第52屆金馬國際影展
第26屆斯德哥爾摩電影節
第31屆華沙國際電影節
第10屆倫敦韓國電影節
第3屆茂朱山谷電影節
第10屆巴黎韓國電影節

#### 2016年
第63屆悉尼電影節

## 獲獎與提名
| 年份 | 頒獎禮                        | 部門                    | 入圍者                  | 結果 |
| 2015 | 第16屆全州國際電影節          | 韓國電影競爭單元 - 大獎 | 韓國電影競爭單元 - 大獎 | 獲獎 |
| 2015 | 第39屆香港亞洲電影節          | 最具潛力新人獎          | 安國鎮                  | 獲獎 |
| 2015 | 第36屆青龍電影獎              | 最佳女主角              | 李貞賢                  | 獲獎 |
| 2016 | 第7屆年度電影獎               | 獨立電影獎              | 獨立電影獎              | 獲獎 |
| 2016 | 第7屆年度電影獎               | 最佳女主角              | 李貞賢                  | 提名 |
| 2016 | 第3屆野花電影獎               | 最佳女主角              | 李貞賢                  | 獲獎 |
| 2016 | 第3屆野花電影獎               | 最佳新人導演            | 安國鎮                  | 提名 |
| 2016 | 第52屆百想藝術大賞 - 電影部門 | 女子最優秀演技賞        | 李貞賢                  | 提名 |
| 2016 | 第52屆百想藝術大賞 - 電影部門 | 新人導演賞              | 安國鎮                  | 提名 |
| 2016 | 第52屆百想藝術大賞 - 電影部門 | 劇本賞                  | 安國鎮                  | 獲獎 |
| 2016 | 第16屆導演選擇獎              | 最佳獨立電影導演獎      | 安國鎮                  | 獲獎 |
| 2016 | 第25屆釜日電影獎              | 最佳女主角              | 李貞賢                  | 提名 |
| 2016 | 第25屆釜日電影獎              | 最佳新人導演            | 安國鎮                  | 提名 |
| 2016 | 第25屆釜日電影獎              | 最佳劇本                | 安國鎮                  | 提名 |
| 2016 | 第21屆春史電影獎              | 最佳女主角              | 李貞賢                  |      |

## 外部鏈接
- NAVER上《誠實國度的愛麗絲》的資料
- Daum上《誠實國度的愛麗絲》的資料

- 韩国电影数据库（KMDb）上《誠實國度的愛麗絲》的資料
- 互联网电影数据库（IMDb）上《誠實國度的愛麗絲》的资料（英文）
- 《誠實國度的愛麗絲》在HanCinema的页面（英文）